# 名駅入口
名駅入口（めいえきいりぐち）とは、愛知県名古屋市中村区名駅にある名古屋高速都心環状線の入口である。また、東側には錦橋出口がある。

## 路線
- 名古屋高速都心環状線

## 料金所

### 都心環状方面
- レーン数 : 2
  - ETC専用 : 1
  - 一般 : 1

## 歴史
- 1995年9月19日 : 供用開始

## 利用台数
名古屋市統計年鑑による利用台数の推移
| 1995年（平成7年）度  | 641470台  |  |
| 1996年（平成8年）度  | 1513969台 |  |
| 1997年（平成9年）度  | 1757740台 |  |
| 1998年（平成10年）度 | 1831928台 |  |
| 1999年（平成11年）度 | 1823324台 |  |
| 2000年（平成12年）度 | 1822982台 |  |
| 2001年（平成13年）度 | 1995640台 |  |
| 2002年（平成14年）度 | 2181674台 |  |
| 2003年（平成15年）度 | 2298794台 |  |
| 2004年（平成16年）度 | 2332840台 |  |
| 2005年（平成17年）度 | 2325872台 |  |
| 2006年（平成18年）度 | 2362105台 |  |
| 2007年（平成19年）度 | 2406890台 |  |
| 2008年（平成20年）度 | 2324944台 |  |
| 2009年（平成21年）度 | 2276957台 |  |
| 2010年（平成22年）度 | 2285202台 |  |
| 2011年（平成23年）度 | 2363048台 |  |
| 2012年（平成24年）度 | 2467228台 |  |
| 2013年（平成25年）度 | 2505758台 |  |

## その他
名駅入口は一般道側では錦通の東行きから接続しているが、入口西側で錦通が名駅通（愛知県道68号名古屋津島線）と交差する笹島北交差点では、名駅通南行きから錦通へ左折することはできるが、名駅通北行きからの右折は禁止されている。そのため名駅通・広小路通（愛知県道60号名古屋長久手線）・太閤通（愛知県道68号名古屋津島線）が集まる笹島交差点方面から名駅入口へアクセスするためには、笹島交差点から広小路通を東へ進み、モード学園スパイラルタワーズ東の狭い一方通行の路地へ入り、西柳公園西交差点で錦通へ右折するというルートを通る必要がある。公式な案内看板も、小さい看板ではあるがこのルート上に掲出されており、名鉄バスセンターを出発したバスが（栄などを経由せず）そのまま名古屋高速に入る際には、この狭い路地がメインルートである（東名阪道方面へ行く場合はこの入口ではなく白川入口から入る）。

## 隣
名古屋高速都心環状線
(C04)東別院入口 - (JCT)山王JCT - (JCT)新洲崎JCT - (C05)錦橋出口/(C06)名駅入口 - (JCT)明道町JCT - (C07)丸の内出口